# Río Ceballos (Columbia Británica)
El río Ceballos (en inglés, Zeballos river) es un río ubicado en la isla de Vancouver en Columbia Británica. El río nace al norte de la isla y fluye hacia el sur, desembocando en el extremo norte de la ensenada de Ceballos, cerca del pueblo de Ceballos. El río debe su nombre a la ensenada Ceballos, que fue a su vez nombrada por el explorador español Alejandro Malaspina en honor a un miembro de la tripulación de su barco, el lugarteniente Ciriaco Ceballos, quien exploró la ensenada en 1791. Se descubrió que contenía oro antes de 1900 y ya se ha extraído.